# ضم القرم إلى الإمبراطورية الروسية

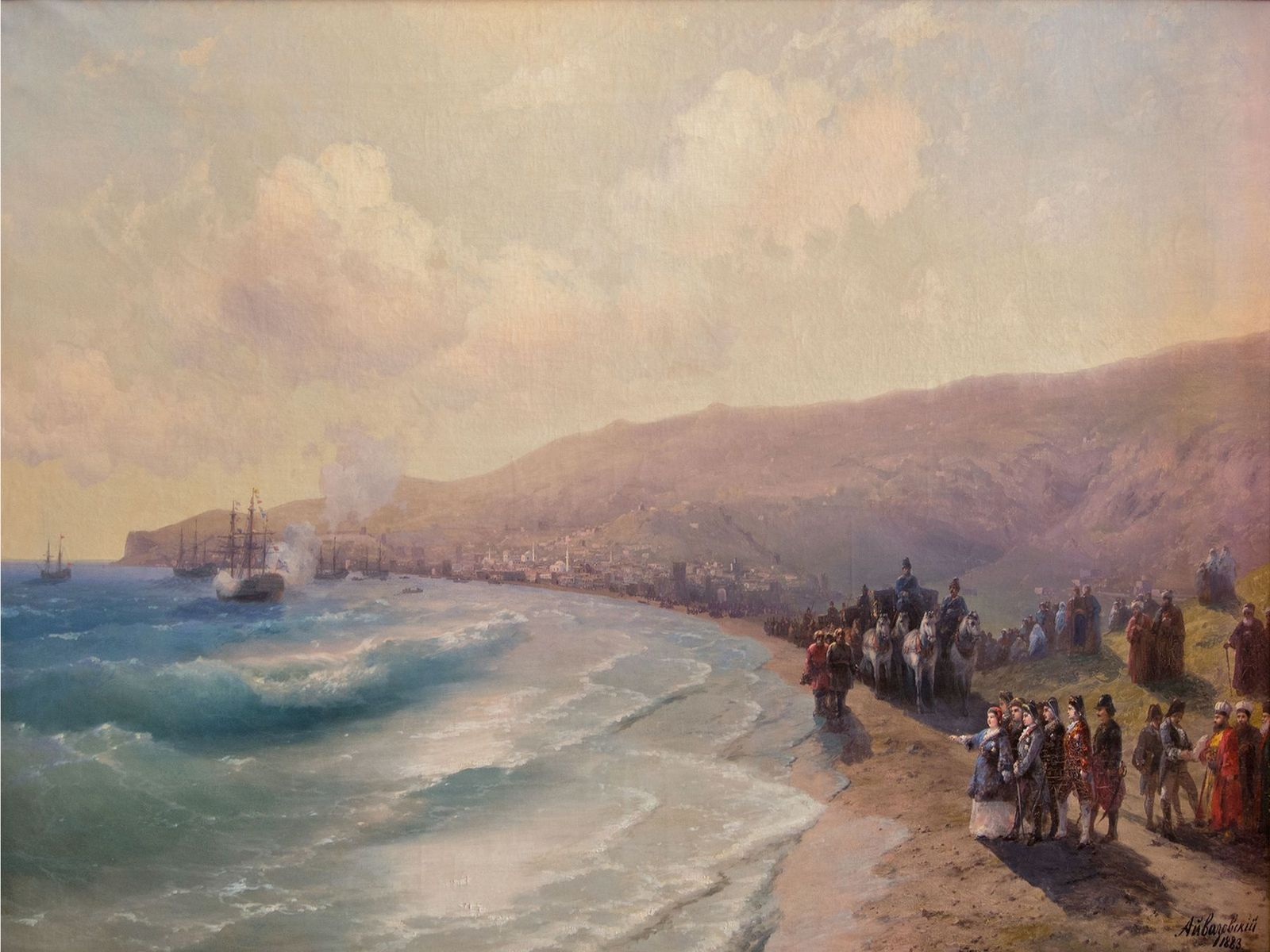
لوحة إيفان إيفازوفسكي: وصول كاترين الثانية إلى فيودوسيا

ضمت أراضي شبه جزيرة القرم، التي كانت تحت سيطرة خانات القرم، ضمت من قبل الإمبراطورية الروسية في 19 أبريل [8 أبريل بالتقويم الميلادي القديم] 1783. تميزت الفترة التي سبقت الضم بالتدخل الروسي في شؤون القرم، وسلسلة من الثورات التي قام بها تتار القرم، والتناقض العثماني. استمر الضم 134 عامًا من حكم الإمبراطورية الروسية، وانتهى بثورة عام 1917.
بعد تغيير السيطرة عدة مرات خلال الحرب الأهلية الروسية، كانت القرم جزءً من جمهورية روسيا الاتحادية الاشتراكية السوفيتية من عام 1921 إلى عام 1954، ثم تم نقلها إلى جمهورية أوكرانيا الاشتراكية السوفيتية، التي أصبحت أوكرانيا مستقلة في 1991-1992. ضم الاتحاد الروسي شبه جزيرة القرم في مارس 2014، رغم أن هذا الضم غير معترف به دوليًا.

## المقدمة

### شبه جزيرة القرم المستقلة (1774–76)
قبل هزيمة روسيا للدولة العثمانية في الحرب الروسية التركية (1768–1774)، كانت الخانات، التي يسكنها بشكل كبير تتار القرم، جزءً من الدولة العثمانية. وفي معاهدة كيتشوك كاينارجي، التي كانت نتيجة لتلك الحرب، اضطرت الدولة العثمانية إلى التنازل عن السيادة على الخانات، والسماح لها بأن تصبح دولة مستقلة تحت التأثير الروسي. لم يكن لدى التتار في القرم رغبة في الاستقلال، وكان لديهم ارتباط عاطفي قوي بالدولة العثمانية. وفي غضون شهرين من توقيع المعاهدة، أرسلت حكومة الخانات مبعوثين إلى العثمانيين، مطالبة إياهم «بتدمير شروط الاستقلال». قال المبعوثون أن بقاء القوات الروسية متمركزة في شبه جزيرة القرم في يني كالي وكرج، لا يمكن اعتبار الخانات مستقلين. ومع ذلك، تجاهل العثمانيون هذا الطلب، ولم يرغبوا في انتهاك الاتفاقية مع روسيا. وفي الفوضى التي أعقبت هزيمة تركيا، رفض زعيم التتار دولت جيراي قبول المعاهدة وقت توقيعها. وبعد أن كان يقاتل الروس في كوبان خلال الحرب، عبر مضيق كيرتش إلى شبه جزيرة القرم واستولى على مدينة كافا (فيودوسيا الحديثة). بعد ذلك استولى دولت على عرش القرم، واغتصب سلطة صاحب جيراي. ورغم أفعاله ضد الروس، اعترفت الإمبراطورة الروسية كاترين الثانية بأن دولت هو خان.
لكن في الوقت نفسه، كانت تُعدّ شاهين جيراي، الذي أقام في بلاطها، لهذا الدور. مع مرور الوقت، أصبح حكم دولت غير مقبول بشكل متزايد. وفي يوليو 1775، أرسل مجموعة من المبعوثين إلى القسطنطينية للتفاوض على إعادة دخول خانية القرم إلى الدولة العثمانية. كان هذا الإجراء تحدٍ مباشر لمعاهدة كوجوك كايناركا، التي طلب من العثمانيين إلغاؤها. رفض الدبلوماسي الشهير أحمد رسمي أفندي، الذي ساعد في صياغة المعاهدة، تقديم أي مساعدة لخانات، لعدم الرغبة في بدء حرب كارثية أخرى مع روسيا. أعطت الإمبراطورة كاترين أمرًا بغزو القرم في نوفمبر 1776. سيطرت قواتها بسرعة على بيريكوب عند مدخل شبه الجزيرة. وفي يناير 1777، عبر شاهين جيراي المدعوم من روسيا إلى شبه جزيرة القرم عبر مضيق كيرتش، مثلما فعل دولت. إثر هذا، تنازل دولت، مدركًا لهزيمته الوشيكة، وهرب إلى القسطنطينية. تم تثبيت شاهين باعتباره دمية خان، مما اثار غضب السكان المسلمين في شبه الجزيرة. عندما سمع هذا الخبر، لاحظت السلطان العثماني عبد الحميد الأول أن «شاهين جيراي أداة. هدف الروس هو الاستيلاء على شبه جزيرة القرم». شاهين، وهو عضو في البيت الحاكم جيراي، حاول القيام بسلسلة من الإصلاحات«لتحديث» الخانات. شملت هذه محاولات مركزية السلطة في يد خان، وإقامة حكم «استبدادي»، كما هو الحال في روسيا. وفي السابق، كانت السلطة توزع بين زعماء عشائر مختلفة، يطلق عليهم بك. حاول فرض ضرائب الدولة، وجيش مجند ومركزي، واستبدال النظام القانوني العثماني التقليدي القائم على الدين بالقانون المدني. كانت هذه الإصلاحات، التي تهدف إلى تعطيل النظام العثماني القديم، محتقرة من قبل سكان القرم.

### ثورات القرم (1777–1782)

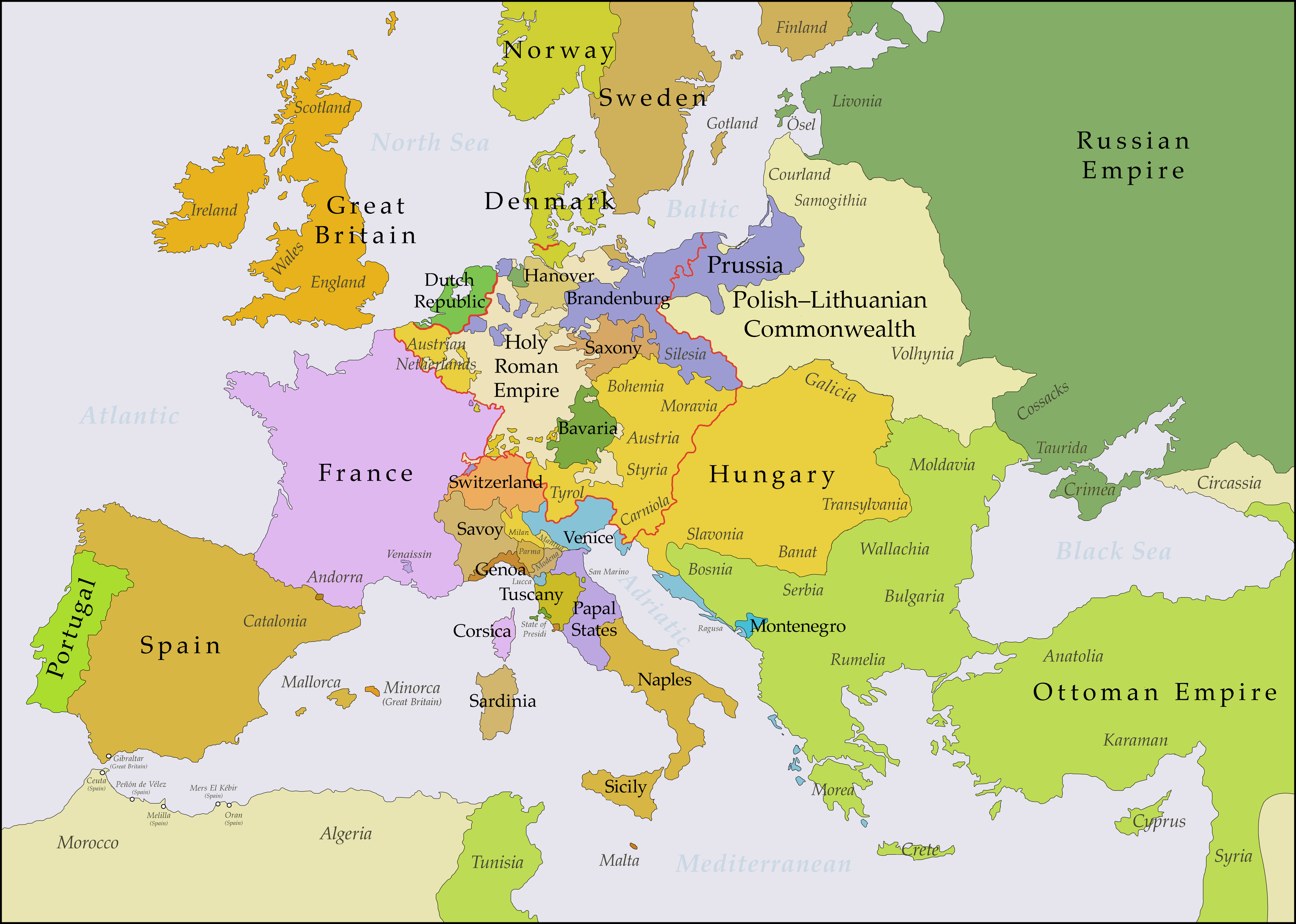
أوروبا بعد ضم روسيا لشبه جزيرة القرم، مع السيطرة الروسية على الشاطئ الشمالي للبحر الأسود

بناءً على طلب الإمبراطورة كاثرين، سمح شاهين للروس بالاستقرار في شبه الجزيرة، مما أثار حفيظة سكان القرم. تم إرسال مجموعة من هؤلاء المستوطنين إلى يني كالي، التي ظلت تحت السيطرة الروسية بعد تنصيب شاهين خان. تجمّع السكان المحليون لمنع الاستيطان الروسي وتمردوا على شاهين. لقد أرسل الجيش المجند الجديد الذي أنشأه لسحق التمرد، فقط ليرى قواته تنشق إلى المتمردين. انتشر التمرد عبر شبه الجزيرة، وتقدمت قوات المتمردين في قصر شاهين في باختشيساراي. وفي خضم هذا التمرد، ضغط المنفيون من القرم في القسطنطينية على الحكومة العثمانية للتحرك. رضوخًا للضغط، أرسلت الحكومة أسطولًا إلى شبه جزيرة القرم، ظاهريًا للحفاظ على معاهدة كيتشوك كاينارجي. لكن روسيا كانت أسرع في التصرف. وصلت القوات الروسية إلى يني-كال في فبراير 1778، وسحقت التمرد قبل وصول الأسطول العثماني. عندما وصل الأسطول في مارس، وجد أنه لم يعد هناك متمردين لدعمهم. لقد خاض مناوشات قصيرة مع البحرية الروسية قبالة أكيتار (سيفاستوبول الحديثة)، لكنه «أجبر» على الفرار. أعيد شاهين إلى منصب خان. استمرت المناوشات الصغيرة بين الأسطول العثماني والروسي حتى أكتوبر 1778، عندما عاد الأسطول العثماني مهزومًا إلى القسطنطينية.
على مدى السنوات التالية، واصل شاهين محاولة إصلاح الخانات. ظل الدعم لبرنامجه الإصلاحي منخفضًا، وقد تم تقويضه بشكل خطير من خلال قرار الإمبراطورة كاثرين بإعادة توطين اليونانيين البنطيون القرميين على الشواطئ الشمالية لبحر آزوف، خارج الخانات. كان هذا المجتمع، الذي كان مسيحيًا، جزءً أساسيًا من طبقة تجار القرم، وكان يدعم إصلاحات شاهين بسهولة. تسببت إعادة التوطين هذه في أضرار جسيمة لاقتصاد القرم، وزادت من إضعاف موقف الخان. واعترافًا بالهزيمة في شبه جزيرة القرم، وقعت الدولة العثمانية معاهدة أيناليكافاك في أوائل عام 1779. في الاتفاقية، اعترف العثمانيون بشاهين باعتباره خان القرم، ووعدوا بعدم التدخل في شبه جزيرة القرم، وأقروا بأن القرم كانت تحت النفوذ الروسي. لم يعد بإمكان سكان القرم توقع الدعم من العثمانيين. استمرت إصلاحات شاهين وأزال التتار تدريجيًا من مناصب النفوذ السياسي. ولفترة وجيزة، ظلت القرم هادئة.
بدأ تمرد جديد، اندلع بسبب استمرار تهميش التتار داخل حكومة الخانات، في عام 1781. اجتمع العديد من زعماء العشائر وقواتهم معًا في تامان، عبر مضيق كيرتش من شبه جزيرة القرم. وفي أبريل 1782، انشق جزء كبير من جيش شاهين وانضم إلى المتمردين وانضم إليهم في تامان. تواصلت الاتصالات بين قادة المتمردين، بمن فيهم اثنان من إخوة شاهين، والنخبة الإدارية في القرم. أعلن المسؤولون الدينيون (العلماء) والقانونيون (القضاة)، وهم أجزاء مهمة من النظام العثماني القديم، عن كراهيتهم لشاهين. هاجمت قوات المتمردين مدينة كافا في 14 مايو [3 مايو بالتقويم الميلادي القديم] 1782. هُزمت قوات شاهين بسرعة، وأجبر على الفرار إلى كرج التي تسيطر عليها روسيا. انتخب قادة المتمردين شقيق شاهين بهادير جيراي ليكون خانًا، وأرسلوا رسالة إلى الحكومة العثمانية طالبين الاعتراف به. لم يمض وقت طويل قبل أن ترسل الإمبراطورة كاثرين الأمير جريجوري بوتيمكين لإعادة شاهين إلى السلطة. لم تكن هناك معارضة كبيرة ضد الغزاة الروس، وهرب العديد من المتمردين عبر مضيق كيرتش. على هذا النحو، أعيد الخان إلى منصبه في أكتوبر 1782. لكن بحلول هذا الوقت، فقد صالح كل من القرم والإمبراطورة كاثرين. وفي رسالة إلى مستشار روسي لشاهين، كتبت كاثرين «يجب أن يوقف هذه المعاملة الصادمة والقاسية وألا يمنحهم [القرم] سببًا عادلًا لثورة جديدة». ومع دخول القوات الروسية شبه الجزيرة، بدأ العمل على إنشاء ميناء على البحر الأسود لتستخدمه الإمبراطورية. تم اختيار مدينة أكيتار كموقع للميناء، والذي سيستمر لإيواء أسطول البحر الأسود الذي تم إنشاؤه حديثًا. ومع ذلك، أدى عدم اليقين بشأن استدامة استعادة شاهين جيراي إلى زيادة الدعم لضم شبه جزيرة القرم، بقيادة الأمير بوتيمكين.

## الضم (1783)
في مارس 1783، قام الأمير بوتيمكين بدفعة خطابية لتشجيع الإمبراطورة كاثرين على ضم شبه جزيرة القرم. وبعد أن عاد لتوه من شبه جزيرة القرم، أخبرها أن العديد من سكان القرم «سعداء» بالخضوع للحكم الروسي. بتشجيع من هذا الخبر، أصدرت الإمبراطورة كاترين إعلانًا رسميًا بالضم في 19 أبريل [8 أبريل بالتقويم الميلادي القديم] 1783. التتار لم يقاوموا الضم. بعد سنوات من الاضطرابات، افتقر أهالي القرم إلى الموارد والإرادة لمواصلة القتال. وفر الكثيرون من شبه الجزيرة، متوجهين إلى الأناضول. كتب الكونت ألكسندر بيزبورودكو، الذي كان حينها مستشارًا مقربًا للإمبراطورة، في مذكراته أن روسيا أُجبرت على ضم شبه جزيرة القرم:
كان هذا الرأي بعيدًا عن الواقع. لقد كان «استقلال» القرم نظام دمية، ولم يلعب العثمانيون دورًا يُذكر في ثورات القرم. تم دمج القرم في الإمبراطورية باسم توريدا أوبلاست. وفي وقت لاحق من ذلك العام، وقعت الإمبراطورية العثمانية اتفاقية مع روسيا اعترفت فيها بفقدان شبه جزيرة القرم وغيرها من الأراضي التي كانت تحت سيطرة الخانات. تم التفاوض على الاتفاقية، الموقعة في 28 ديسمبر 1783، من قبل الدبلوماسي الروسي ياكوف بولجاكوف.